# Верблюдка иссополистная
Верблюдка иссополистная (лат. Corispermum hyssopifolium) — вид травянистых растений семейства амарантовые (Amaranthaceae), распространенный в России, Белоруссии, Украине.

## Описание
Однолетнее растение 10–15 см высотой. Растение серовато-зелёное. Стеблевые листья линейно-ланцетные или линейные, плоские, голые. . Растения разветвленные от основания (реже чуть выше основания) 10–35(55) см, густо покрытые волосками, становятся голыми. Листовые пластины линейно-ланцетные или линейные; обычно плоские, 1,5–3,5(4) × 0,2–0,4(0,5) см. Соцветия компактны .
Плоды овальные, 2,3–3,2 мм в длину, 1,7–2,7 мм в ширину, с очень узким крылом, 0,1–0,2 мм в ширину. Плоды имеют узкие крылья, непрозрачный край которых кверху становится шире, а на широком основании каждый из них укреплен шипами. Прозрачная половина края узкая. Верхние прилистники яйцевидные, с остроконечной верхушкой.
Цветет в июле и августе.

## Распространение
Вид распространен в России, Белоруссии, Украине; натурализован в Словакии, Литве и Латвии; случайный в сопредельных странах; интродуцирован в Колорадо.
В Украине растет на песках, песчаных местах, насыпях, в песчаных борах — в Полесье, Степи (редко на юге) .